# Chiesa di San Martino (Parma)
La chiesa di San Martino, nota anche come pieve di Malandriano, è un luogo di culto cattolico dalle forme barocche, situato in strada Bassa Nuova 129 a Malandriano, frazione di Parma, in provincia e diocesi di Parma; è sede di una parrocchia compresa nella zona pastorale della città.

## Storia
La pieve romanica originaria fu costruita in epoca ignota. Alcuni storici la identificano nella plebe Sancti Martini quae dicitur ad Casale Parencianum, assegnata nell'877 dal vescovo Guibodo ai canonici del Capitolo della Cattedrale di Parma; gli studi più recenti, tuttavia, tenderebbero a escludere tale ipotesi, poiché più probabilmente l'edificio menzionato si trovava più a nord, nella zona di Cortile San Martino.
L'edificio fu forse nominato nel 980 in una pergamena e nel 1005 nell'Ordo Archipresbiterorum Plebium voluto dal vescovo Sigifredo II, ma anche in questi casi la corrispondenza non è universalmente riconosciuta.
La prima testimonianza certa della sua esistenza risale invece al 1032, quando la plebem de Malandriano fu menzionata in un documento redatto dal vescovo Ugo, che la assegnò in beneficio all'arciprete della cattedrale di Parma.
Nel 1111 l'imperatore del Sacro Romano Impero Enrico V di Franconia assegnò ai canonici del Capitolo della Cattedrale di Parma l'autorità sulla pieve, confermata nel 1141 in una bolla del papa Innocenzo II.
Nel 1230, come testimoniato dal Capitulum seu Rotulus Decimarum della diocesi di Parma, la plebs de Malandriano, priva di cappelle alle sue dipendenze, risultava soggetta direttamente all'autorità episcopale di Parma.
In seguito alla pieve furono assegnate alcune cappelle dei dintorni; dapprima furono aggiunte quelle della Purificazione di Maria Vergine di Marano e quella di San Michele di San Geminiano, documentate nel 1299, e successivamente quella di San Donnino di Monticelli, citata nel 1354.
Verso la fine del XVII secolo la chiesa, profondamente degradata, fu quasi completamente ricostruita in stile barocco.
Negli ultimi anni del XVIII secolo l'intero edificio fu sopraelevato per realizzare la volta a botte di copertura della navata.
Nel 1828 il campanile fu ristrutturato.
Nel 1964 gli interni del luogo di culto furono sottoposti a lavori di restauro, che comportarono anche il rifacimento dei pavimenti; nello stesso periodo un violento temporale provocò seri danni alla torre campanaria, che fu successivamente ristrutturata. Al termine delle opere, il 25 aprile 1965 si svolse la cerimonia di inaugurazione, alla presenza del vescovo Evasio Colli.
Nel 2015 la chiesa fu interessata da nuovi interventi di restauro che riguardarono le facciate e il tetto; fu inoltre consolidata strutturalmente l'adiacente canonica.

## Descrizione

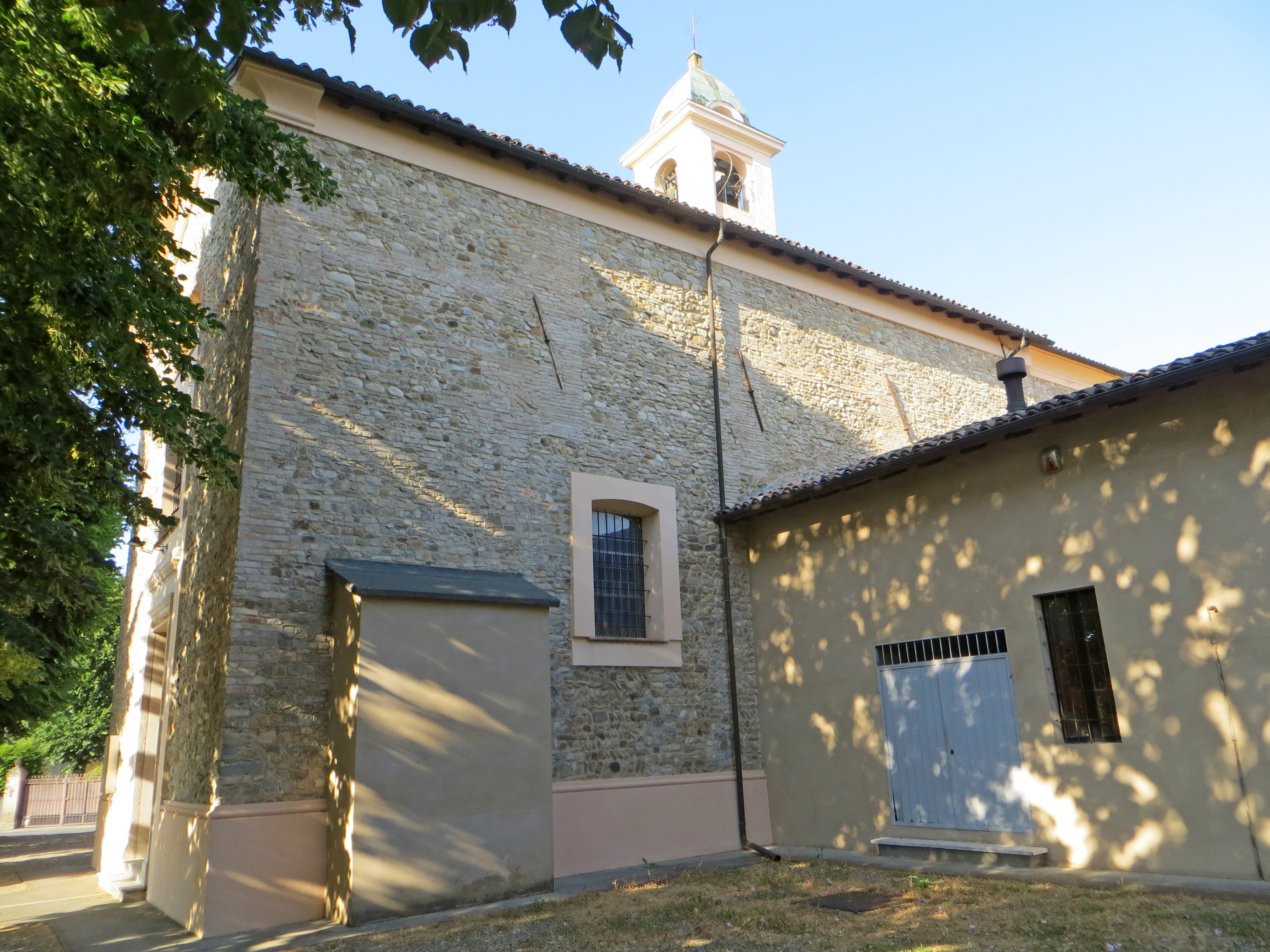
Lato sud

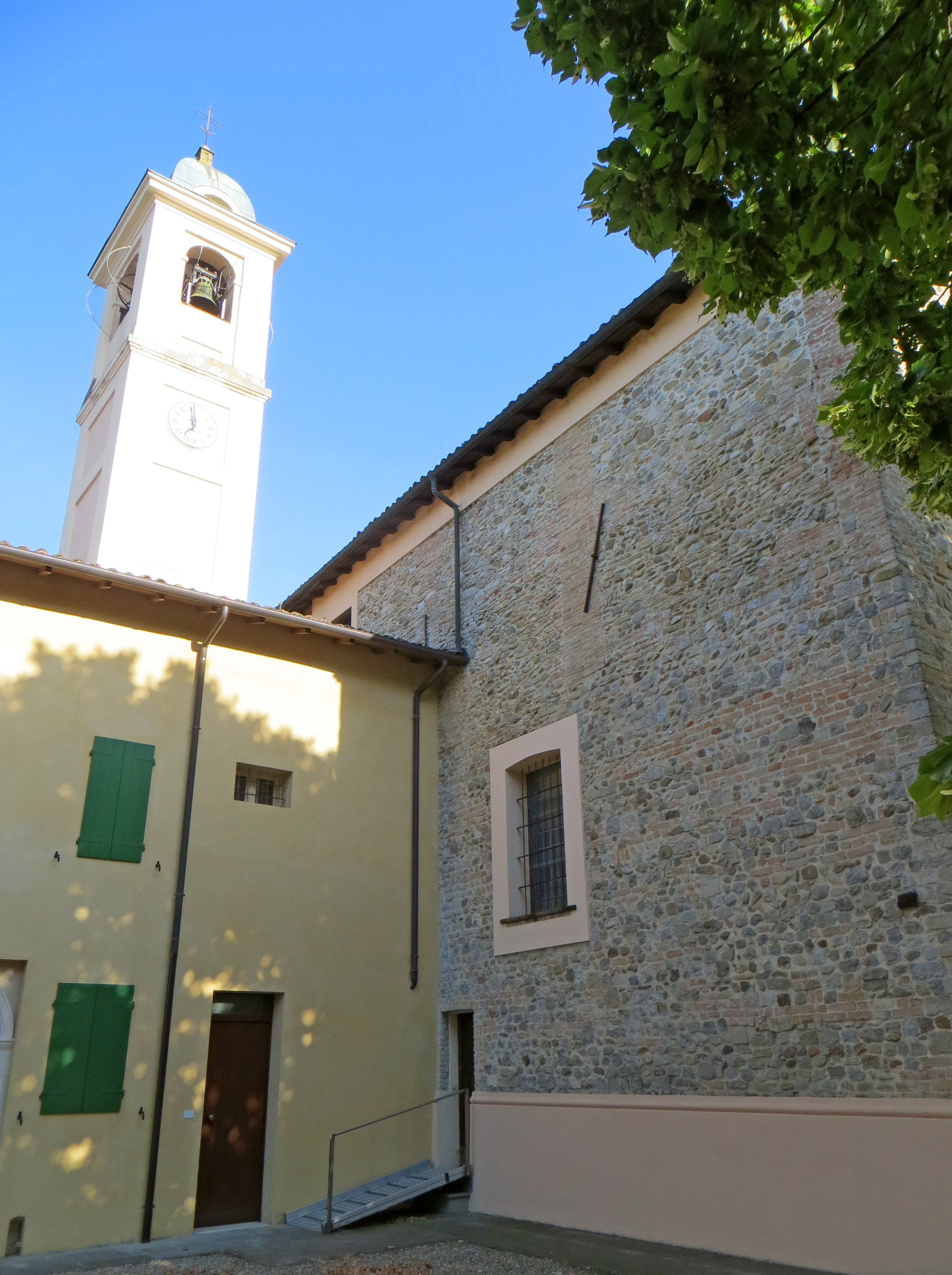
Lato nord e campanile

La chiesa si sviluppa su un impianto a navata unica affiancata da quattro cappelle, con ingresso a ovest e presbiterio absidato a est; in adiacenza ai due lati si estendono la canonica e gli edifici di servizio.
La simmetrica facciata a capanna, rivestita in sasso a vista, è caratterizzata dalla presenza nel mezzo dell'ampio portale d'ingresso ottocentesco, affiancato da piedritti in travertino a sostegno dell'architrave in aggetto; più in alto si apre centralmente un finestrone, delimitato da cornice intonacata e sormontato da una lunetta ad arco a tutto sesto; a coronamento si sviluppa un cornicione modanato in aggetto.
Sul fianco nord, inglobato dalla canonica, si eleva il campanile intonacato, con cella campanaria affacciata sui quattro lati attraverso aperture ad arco a tutto sesto; in sommità si innalza la cupola quadrangolare in rame. Sul retro l'abside in pietra è scandita da lesene intonacate.
All'interno la navata, coperta da una volta a botte decorata con affreschi, è affiancata da una serie di lesene dipinte coronate da capitelli dorici, a sostegno del cornicione perimetrale in aggetto; ai lati si aprono attraverso ampie arcate a tutto sesto le cappelle, due delle quali sono delimitate da portali in marmo; uno di questi ultimi si apre sul battistero.
Il presbiterio, lievemente sopraelevato, è preceduto dall'arco trionfale retto da pilastri; l'ambiente, chiuso superiormente da una volta a crociera dipinta, accoglie l'altare maggiore marmoreo a mensa, aggiunto intorno al 1970; ai lati si trovano due porte in stile Luigi XVI tardo-settecentesche e due coeve mensole; sul retro l'abside, coperta dal catino a ombrello ornato con affreschi, ospita l'antico altare maggiore del XVIII secolo; sul fondo, sopra al coro ligneo risalente all'incirca al 1780, si staglia, all'interno di una cornice settecentesca intagliata, la pala d'altare seicentesca raffigurante San Martino, copia di un originale dipinto da Jusepe de Ribera.
La chiesa conserva alcune opere di pregio, tra cui due oli seicenteschi rappresentanti lo Sposalizio della Vergine e il Compianto sul Cristo morto, vari candelieri del 1780 circa, un portacero quattrocentesco, una credenza ottocentesca e qualche paramento liturgico del XVIII secolo.